# كريستيان هويغنس
كِرِسْتِيَانُ هُويِغَنْس (بالهولندية: ) فيزيائي وفلكي هولندي (1629–1695) هو أول من صنع ساعة بندول. وكان مبدأ حركة الرقاص قد أثبته العالم الإيطالي غاليليو في الثمانينات من القرن السادس عشر، غير أن كرستيان هويغنس هو من طبَّقه عملياً سنة 1657 م. ويذكر التاريخ أن العالم المصري ابن يونس قد سبق غاليليو إلى اختراع رقّاص الساعة بمئات السنين (توفي ابن يونس سنة 1009 م) .
وكان كرستيان هويغنس، فضلاً عن ذلك، فلكياً عظيماً متميزاً، أكتشف حلقة زحل وتابعه قمره الرابع. كما أكتشف الاستقطاب، واخترع المِصْغر - وهو أداة تستعمل مع التلسكوب أو الميكروسكوب لقياس الأبعاد والزوايا البالغة الصغر. وقد قضى سنوات طوالاً في فرنسا، منهمكاً في البحوث العلمية بناء على دعوة وجهها إليه الملك الشمس لويس الرابع عشر.

## النشأة

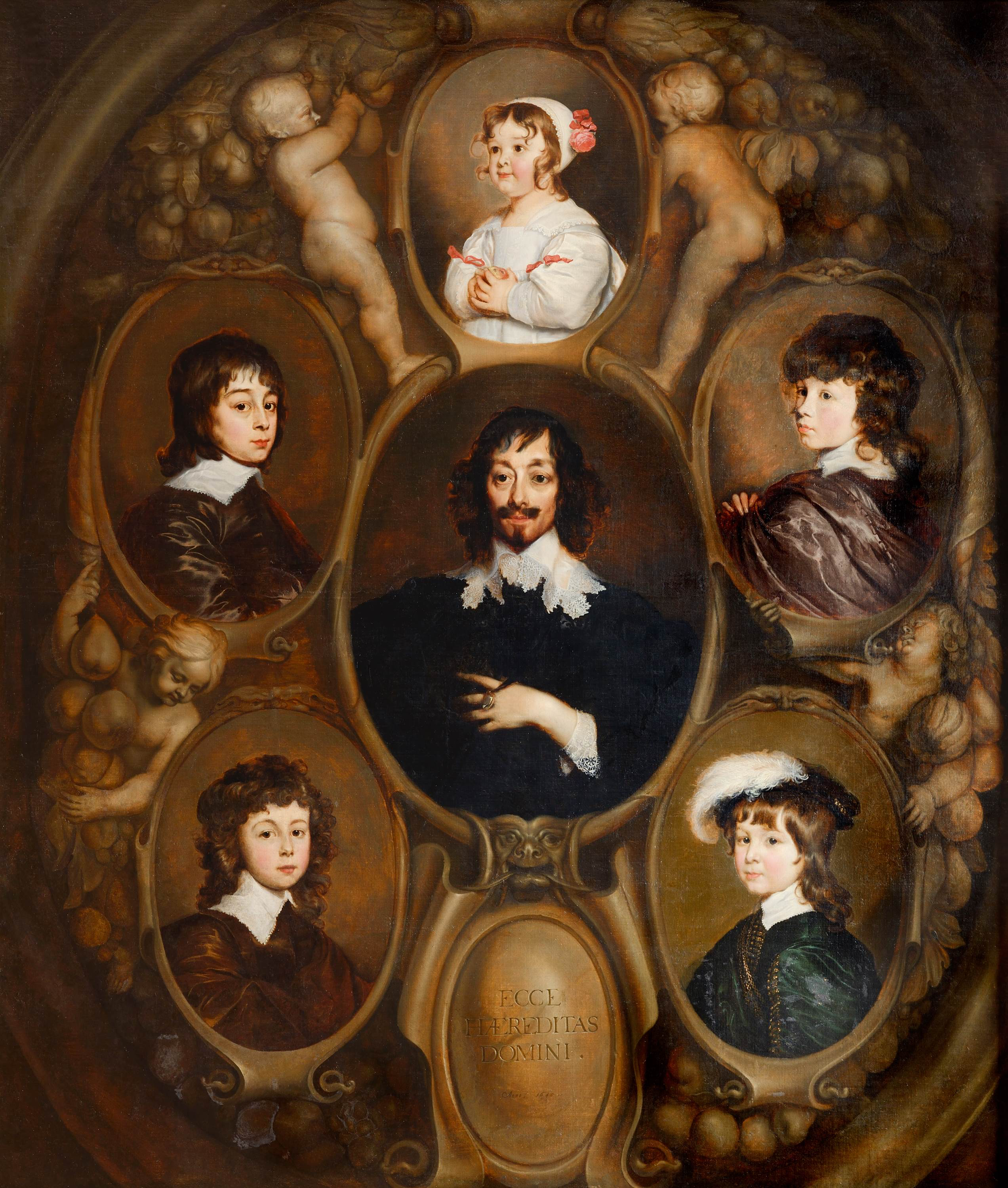
لوحة مرسومه لوالد هويغنس في المنتصف وأولاده الخمسه، كرستيان على اليمين.

ولد عالم الرياضيات كرستيان هويغنس في 14 أبريل 1629 وتوفي في 8 يوليو 1695 ولد وتوفي في مدينة لاهاي، وهو فلكي وفيزيائي هولندي. يعرف هويغنس بنظريته في انتشار الأمواج مبدأ هويغنس، كما أنه صاحب اختراع الساعة البندولية، وبالنسبة لتكنولوجية الأرصاد الفلكية فقد قام بأخذ أرصاد فلكية اكتشف منها تيتان أحد أقمار زحل، وكذلك عدداً من النجوم المزدوجة علاوة على دوران وفلطحة المريخ، ويرجع الفضل إلى هويغنس في أنه كان أول من تأكد من الطبيعة الحقيقية لحلقات زحل عام 1695م.
ولد هويغنس في أسره ميسره الحال، وكان الابن الثاني لوالده الدبلوماسي والشاعر قسطنطين هويغنس وسمي على اسم جده الأكبر (والد جده)، وكانت أمه هي الشاعرة سوزانا فان بيرلي، التي ماتت في عام 1637 أي بعد فتره قصيرة من ولاده شقيقته ، وكان الزوجين قد أنجبوا خمس أطفال وهم: الشاعر قسطنطين عام 1628، كرستيان عام 1629، الدبلوماسي لويس عام 1631، فيليب عام 1632، وأخيرا اختهم الصغرى سوزانا عام 1637.
وكان والده قسطنطين هويغنس دبلوماسيا وشاعرا وموسيقيا وشخصية رائعة في تاريخ الأدب الهولندي كما كان عضوا بارزا في مجلس الدولة. وكان لديه العديد من الأصدقاء منهم الفيلسوف والفلكي الإيطالي الشهير جاليليو جاليلي ، الفيلسوف وعالم الإلهيات الفرنسي مارين ميرسين، والفيلسوف والفيزيائي الفرنسي رينيه ديكارت.
تعلم هويغنس في بيته حتى وصل إلى سنه إلى ستة عشر عاما ، وجرص والده أن يكون تعليمه ليبراليا فدرس اللغات والموسيقي والتاريخ والجغرافيا والرياضيات والمنطق والبلاغة والرقص والمبارزة والفروسية.

## مرحلة الدراسة

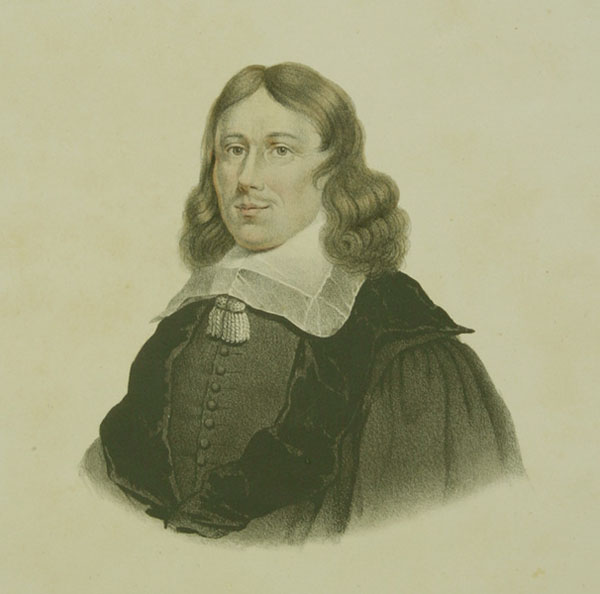
فرانس فان سكوتن

التحق كرستيان بجامعة لايدن لدراسه القانون والرياضيات منذ مايو 1645 حتى مارس 1647 .وقابل هناك الرياضياتي الألماني فرانس فان سكوتن المعين عام 1646 وأصبح فرانس أستاذه الخاص ومرشدا له ولأخوه الأكبر. وزاد إعجابه بالهندسة التحليلة لرينيه ديكارت. وعرفه أيضا بأعمال الرياضياتي الفرنسي بيير دي فيرما في الهندسة التحليلة وحساب التفاضل والتكامل.
بعد مرور عامين على 7 مارس 1647، أكمل هويغنس دراسته في كلية أوراني في بريدا بمقاطعة شمال برابنت، جنوبي هولندا. حيث كان والده مديرا. حدث هذا التغيير بسبب الاتفاق بين أخيه لويس وتليمذ آخر. وبالنسبة لقسطنطين فقد إندمج بسرعه في كليته الجديدة والتي استمرت حتى عام 1669 . وعاش كرستيان في منزل المحامي جوهان هنريك، وحضر دروسا في الرياضيات مع المحاضر الإنجليزي جوهان بيل. وفي أغسطس 1649 أنهي كرستيان تعليمه. ثم قضى فتره كدبلوماسي مع الأمير لويس هنري دوق ناسو (ولاية ألمانية) حيث ذهب معه إلى بينثيم في سكسونيا السفلى، ثم إلى مدينة فلنسبورغ في ولاية شليسفيش هولشتاين الألمانية. ثم رحل إلى الدنمارك وزار كوبنهاغن وهيليسينكور. وتمنى عبور مضيق أوريسند ليزور ديكارت في ستوكهولم، ولكن لم يُقدر له ذلك.
وكان والده يتمني أن يكون ابنه دبلوماسيا مثله، ولكن ذلك لم يُكتب لذلك الحدوث أيضا. فمع بداية فترة اختفاء الستاتهاودر في عام 1650 أيقن والده أن اهتمامات كرستيان لا تتوافق مع السياسة.

## سيرته وأعماله

كتاب المراسلات لكرستيان هويغنس

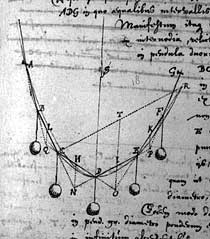
منحنى سلسلي بخط يده.

وكان كرستيان هويغنس مثل بويل مجربا يعتمد عليه، غادر حياة اليسار والدعة لينصرف إلى عالم المختبر الأقرب إلى عالم الواقع، فوبعد وفاة والدة كرستيان في عام 1637 انتقلت العائلة إلى مدينة قريبة من لاهاغ فرنسا. وكان من بين زوار أسرة هويغنز العديدين الفيلسوف الفرنسي رينيه ديكارت الذي ترك تصوره الهندسي للمكان أثرا عظيما في تطور الرياضيات والفلسفة الطبيعية. وقد أدى تعلق هويغنس بالرياضيات إلى تفصيله كتاب المبادئ لنيوتن على مؤلفات أرسطو، فنشر عددا من الأعمال الرياضية التي وطدت أركان شهرته في أوربا قبل أن يبلغ الثلاثين من عمره.

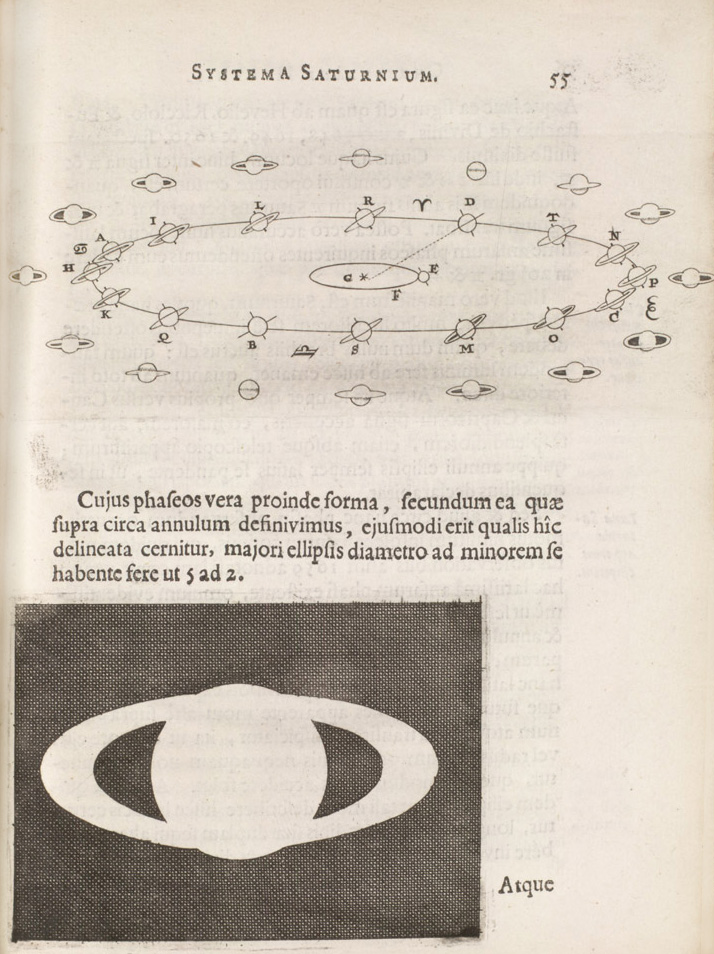
ملاحظات هويغنس عن حلقات زحل عام 1659.

وفي أثناء هذه المرحلة نفسها أدخل هويغنس تحسينات هامة على المقراب، ودرس ظواهر الانعكاس والانكسار كما نحت عدسات قليلة العيوب. وقد إكتشف بهذه الأدوات حلقات زحل بالإضافة إلى قمره السادس تيتان.
وفي عام 1657 صنع هويغنس أيضا ميقاتية ذات رقاص تأمل أن تستخدم في تعيين خط الطول في البحر، ولكن براعته في تصميمه عادلها عدم قدرته على إعطاء قراءة دقيقة على ظهر المركب في أثناء حركته. وقد ظل هويغنس مدة سنوات وهو يحاول من دون طائل إصلاح آله ذات رقاص فلم يستطع أبدا أن يصحح عيوبها الأساسية على الرغم من أن ميقاتيات أفضل منها ابتكرت حالا بعد اختراعه.
وفي عام 1661 زار هويغنس لندن ليلتقي بعدد من مؤسسي الجمعية الملكية، وبعد ذلك بعامين كرمه لويس الرابع عشر ملك فرنسا بسبب ميقاتية الرقاص التي ابتكرها، وفي عام 1666 تأسست أكاديمية العلوم في فرنسا وطلب كولبير وزير الملك من هويغنس أن يقوم بإدارة نشاطها فوافق على ذلك هويغنس ولكنه شعر بالحاجة إلى بعض التوجيهات الإدارية وبدأ يتصل بالألماني هنري أولدنبورغ أول أمين للجمعية الملكية فساعدت اتصالاته على نشر بذور التقدم العلمي الذي تحقق آنذاك عبر أوربا كلها. كما تم انتخابه كعضو في الجمعية الملكية عام 1663م.
وقد قام هويغنس بنشر عددا من الأعمال عن القوة الطاردة ، كما أن أفكاره عما أصبح يعرف فيما باسم قانون نيوتن الثاني في الحركة، سبقت كما يبدو تصور نيوتن لهذة الفكرة إذ ظهرت معالجة هويغنس لهذا الموضوع في عام 1673، وكانت تتضمن إلى جانب دراساته المتعلقة بالرقاص ودور اهتزازه.

### نظريته عن الضوء
وقد وضع هويغنس نظرية موجية للضوء حلت محل نظرية نيوتن الجسيمية في النهاية لأنها كانت تفسر جميع الظواهر والخواص الضوئية المعروفة في ذلك الحين والتي لم تستطيع نظرية نيوتن تفسيرها. وذكر فيها أن سير الضوء في وسط كثيف أبطأ من سيره في وسط مخلخل (الماء مقابل الهواء مثلا)، وهذا يعارض نظرية نيوتن الجسيمية التي تقتضي أن يكون سير الضوء في الوسط الكثيف أسرع من سيره في الوسط المخلخل. وقد أدخل هويغنس فكرة صدر الموجة لكي يفسر انتشار الضوء في خطوط مستقيمة، وتصور الصدر على أنه سطح كروي يتقدم بسرعة الضوء بدءأ من المنبع النقطي، وكلما تقدم صدر الموجة الكروية كبر حجمه ونقصت شدته في كل نقطة من سطحه. وكان هويغنس متأثرا على الأرجح في تفكيره بالطريقة التي تتقدم بها الأمواج على سطح ماء بركة هادئة حين يرمى فيها حجر صغير إذ تلحق كل موجة بأخرى وعلى مسافة معينة منها، ويبدو الأمر كأن ك موجة متقدمة تدفعها إلى الإمام موجة خلفها. أضف إلى ذلك أنه إذا إصطدمت موجة متقدمة بحاجزين موضوعين في الماء تفصل بينهما فجوة صغيرة، فإن موجات جديدة تتحرك منطلقة من الفجوة كما لو أن حصاة ألقيت في الماء عند الفجوة نفسها. ولكي يفسر هويغنس هذه الظاهرة، فكر بأن كل نقطة من الموجة هي مصدر لمويجات جديدة صغيرة وثانوية تتحرك مبتعدة عن الموجة القديمة لتكون موجة جديدة مثلما هو واضح من الظاهرة الموصوفة أعلاه.
ولقد إزدهرت أكاديمية العلوم الفرنسية بقيادة هويغنس غير أن صحته لم تكن بوجه عام جيدة. وكان يصرف قسطا كبيرا من وقته وجهده في حل النزاع بين الآخذين بالفيزياء الديكارتية والمناوئين لها. وكان هو نفسه يسلم بنظرية ديكارت القائلة بالدوامات ، كما كان يعتقد بأن نظرية نيوتن في الثقالة لا يمكن الأخذ بها يقينا، لأنه كان يرفض الموافقة على فكرة التأثير عن بعد بسبب افتقار الآلية المرئية التي يجب أن تتوسط بين الأشياء.

## سنواته الأخيرة
وفي عام 1681، عاد كرستيان إلى لاهاي بعد معاناته من حالة إكتئاب شديدة. وكان ينوي أن يعود إلى فرنسا في عام 1685 ولكن مرسوم فونتينبلو منعت هذا الانتقال. لذلك بقى في منزله الذي اشتراه عام 1688.
وفي عام 1683 ترافقت وفاة كولبير مع تصاعد الشعور المعادي للغرباء في فرنسا، فدفعت هويغنس إلى مغادرة البلاد إلى إنكلترا، حيث أمضى عدة سنوات كان يحضر في أثنائها اجتماعات الجمعية الملكية ، ويلتقي أكثر أعضائها شهرة بما فيهم بويل ونيوتن الذي تقابل معه في يوم 12 يونيو عام 1689 . والتي تكلموا فيها عن كريستالة ايسلندا، والحركة الدورانية.
ولكن نشر كتاب المبادئ عام 1687، الذي وضع مؤلفة نيوتن في مرتبة أعظم علماء أوروبا تأثيرا، جعل نظرة هويغنس الديكارتية إلى العالم مهملة غير مقبولة وصار يعتقد بأنه لم يعد باستطاعته بعد الآن أن يقوم بإسهامات قيمة في العلم، ففقد بالتدريج صلته مع معظم زملائه وعاد إلى هولندا حيث أمضى سنواته الباقية من حياته بعيدا عن التغيرات العظيمة التي أحدثها الميكانيك النيوتني.
وظل الوضع كذلك حتى عام 1693، عندما إكتشف كرستيان ظاهرة التشفيه ، وهي ظاهرة في مجال معالجة الإشارة الصوتية والتي تنشأ عند خلط إشارتين متماثلتين معا تكون إحدي الإشارتين متأخره عن الأولى بفتره أقل من 20 ملي ثانية. توفي هويغنس يوم 8 يوليو عام 1695 ودفن في كنيسة القديس يعقوب.

## وصلات خارجية
- كريستيان هويغنس على موقع الموسوعة البريطانية (الإنجليزية)
- كريستيان هويغنس على موقع ميوزك برينز (الإنجليزية)
- كريستيان هويغنس على موقع إن إن دي بي (الإنجليزية)
- مؤلفات Christiaan Huygens في مشروع غوتنبرغ: